# Унтеркака
Унтеркака (нем. Unterkaka) — деревня в Германии, в земле Саксония-Анхальт. Входит в состав коммуны Майневе района Бургенланд.
Население составляет 308 человек (на 31 декабря 2006 года). Занимает площадь 7,07 км².
Впервые упоминается в 976 году как Чака.
Деревня Унтеркака имела статус коммуны до 2010 года, когда вместе с населённым пунктом Прецш вошла в состав коммуны Майневе.